# Ливарна сталь

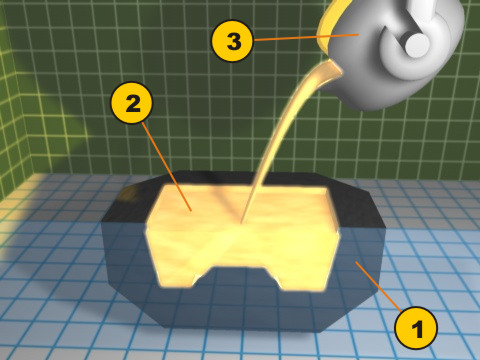

Лива́рна сталь — сталь, що під час виробництва пройшла рідкий стан і розлита при цьому у виливни́ці (для отримання зливків) або ливарні форми (при виробництві виливків). Ливарна сталь протиставляється сталі, яку раніше отримували лише у твердому стані навуглецюванням сиродутного, кричного або пудлінгового заліза, а також сучасним залізовуглецевим металокерамічним матеріалам, виготовленим спіканням металічних порошків.

## Історія
Найстародавнішим способом отримання ливарної сталі є тигельна плавка металів, відома у давнину і знову відкрита у Європі 1740 року Бенджаміном Гунтсманом. Однак, через свою дорожнечу тигельне виробництво могло бути використаним лише на великих заводах й ливарна сталь не могла конкурувати зі зварним залізом.
1855 року з'явився бесемерівський спосіб виробництва ливарної сталі, розроблений Генрі Бессемером. Цей новий спосіб отримання сталі дав можливість отримання у великій кількості дешевого і якісного металу. 1864 року з'явився мартенівський спосіб одержання сталі.
На початку XXI ст. практично вся сталь, яка виробляється у світі є ливарною сталлю, яку виплавляють у кисневих конвертерах, мартенівських печах, електродугових печах та інших плавильних агрегатах.